# 11842 Kap'bos
11842 Kap'bos este un asteroid din centura principală de asteroizi.

## Descriere
11842 Kap'bos este un asteroid din centura principală de asteroizi. A fost descoperit pe 22 ianuarie 1987 la Observatorul La Silla de Eric Walter Elst. El prezintă o orbită caracterizată de o semiaxă mare de 2,25 ua, o excentricitate de 0,09 și o înclinație de 3,7° în raport cu ecliptica.